# Massalongia
Massalongia är ett släkte av lavar. Enligt Catalogue of Life ingår Massalongia i familjen Massalongiaceae, ordningen Peltigerales, klassen Lecanoromycetes, divisionen sporsäcksvampar och riket svampar, men enligt Dyntaxa är tillhörigheten istället ordningen Peltigerales, klassen Lecanoromycetes, divisionen sporsäcksvampar och riket svampar.
| Massalongia | \| \| Massalongia carnosa \| \| \| \| \| \| Massalongia carnosa \| \| \| \| \| \| Massalongia microphylliza \| \| \| \| \| \| Massalongia griseolobulata \| \| \| \| |
|             | \| \| Massalongia carnosa \| \| \| \| \| \| Massalongia carnosa \| \| \| \| \| \| Massalongia microphylliza \| \| \| \| \| \| Massalongia griseolobulata \| \| \| \| |
|             | Leptochidium |
|             | |
|             | Polychidium |
|             | |
|             | Pilonema |
|             | |
|             | Massalongia carnosa |
|             | |
|             | Massalongia carnosa |
|             | |
|             | Massalongia microphylliza |
|             | |
|             | Massalongia griseolobulata |
|             | |

|  | Massalongia carnosa        |
|  |                            |
|  | Massalongia carnosa        |
|  |                            |
|  | Massalongia microphylliza  |
|  |                            |
|  | Massalongia griseolobulata |
|  |                            |